# Ouvrage public
L'ouvrage public constitue la plupart du temps le résultat d'un travail public.
Dans le domaine du droit, trois conditions doivent être réunies pour définir un ouvrage public :
- Il doit s'agir d'un bien immeuble.
- Il doit faire l'objet d'un aménagement humain (il doit être "œuvré").
- Il doit être affecté à un intérêt général ou à une mission de service public.